# Aglaophenia lateseptata
Aglaophenia lateseptata is een hydroïdpoliep uit de familie Aglaopheniidae. De poliep komt uit het geslacht Aglaophenia. Aglaophenia lateseptata werd in 1948 voor het eerst wetenschappelijk beschreven door Fraser. 